# 10 cm Nebelwerfer 40
10 см Nebelwerfer 40 или 10 см NBW 40 (нем. 10-см химический миномёт (официально — «туманомёт»)) — тяжёлый немецкий казнозарядный 100-мм миномёт используемый вермахтом во время Второй мировой войны. Это был миномёт изначально ориентированый на применение только химического оружия: метание дымовых шашек и химических снарядов.

## Разработка
Миномёт был разработан на основе прототипов орудий Nebelwerfer 51 и 52 , созданных концерном Rheinmetall в конце 1930-х годов в попытке разработать миномёт с большей точностью и дальнобойностью, чем у 10 см Nebelwerfer 35. NBW 40 является одним из самых ярких примеров тенденции немецкой инженерной школы к переусложнению техники: результатом чего было орудие вдвое большей дальнобойности, но 8 раз большей массы по сравнению с его предшественником. К сравнению, советский миномёт калибра 107 мм. при аналогичной дальнобойности весил лишь 170 кг. В боевых действиях применялся ограничено.
|       | 1     | 2     | 3     | 4     | 5     | 6     | 7     | 8     | 9     | 10    | 11    | 12    | Всего |
| ----- | ----- | ----- | ----- | ----- | ----- | ----- | ----- | ----- | ----- | ----- | ----- | ----- | ----- |
| 1941  |       |       | 1     | 39    | 41    | 58    | 20    | 17    | 20    | 45    | 16    | 34    | 291   |
| 1942  | 8     | 15    |       |       |       |       |       |       |       |       |       |       | 23    |
| Всего | Всего | Всего | Всего | Всего | Всего | Всего | Всего | Всего | Всего | Всего | Всего | Всего | 314   |

На 1 июня 1941 года в войсках находилось только 39 минометов. На 1 июня 1942 года их числилось 276.